# Eumorphus cryptus
Eumorphus cryptus es una especie de coleóptero de la familia Endomychidae.

## Distribución geográfica
Habita en  Borneo.